# Rurey
Rurey – miejscowość i gmina we Francji, w regionie Burgundia-Franche-Comté, w departamencie Doubs.
Według danych na rok 1990 gminę zamieszkiwało 227 osób, a gęstość zaludnienia wynosiła 15 osób/km² (wśród 1786 gmin Franche-Comté Rurey plasuje się na 520. miejscu pod względem liczby ludności, natomiast pod względem powierzchni na miejscu 205.).